# Struga (Sveti Đurđ)
Struga is een plaats in de gemeente Sveti Đurđ in de Kroatische provincie Varaždin. De plaats telt 537 inwoners (2001).